# Valle d'Itria
Valle d'Itria je del ozemlja osrednje dežele Apulije med metropolitanskim mestom Bari in pokrajinama Brindisi in Taranto. Njeno ozemlje sovpada z južnim delom planote Murge: strogo gledano je to kraška depresija, ki se razprostira med mesti Locorotondo, Cisternino in Martina Franca. Glavna posebnost doline so trulli, tipične in ekskluzivne kamnite hiše v obliki stožca, kmetije in podeželska pokrajina, za katero je na splošno značilna visoka uporaba lokalnega kamna za gradnjo suhozidov in svetlo rdeča prst, značilna za južno Apulijo.

## Geografija
Dolina Valle d'Itria sovpada z južnim delom planote Murge. Znana tudi kot Valle dei Trulli in se razteza med pokrajinami Bari, Taranto in Brindisi, poleg občin Locorotondo, Martina Franca in Cisternino pa manjši deli Valle d'Itria spadajo tudi v občine Alberobello, Ostuni, Carovigno , Fasano in Ceglie Messapica. Martina Franca je občina z najvišjo nadmorsko višino (431 metrov) in najbolj naseljena (približno 50 000 prebivalcev). Najbližje in najbolje povezano glavno mesto pokrajine je Taranto, ki ni oddaljeno več kot 45 kilometrov od vsake občine.

## Rastlinstvo in živalstvo
Rastlinstvo sestavljajo odseki gozda in sredozemskega grmičevja, ki se izmenjujejo s številnimi vinogradi, iz katerih se pridobivajo bela vina, vključno z Locorotondo DOC in Martina Franca DOC, ter stoletja starimi nasadi oljk, iz katerih pridelujejo ekstra deviško oljčno olje. Možno je opazovati zaščitena naravna območja, kot je Regionalni naravni rezervat Bosco delle Pianelle di Martina Franca in krajevna skupnost Selva di Fasano.
Za favno je značilna prisotnost lisice, ježa, taščice, občasno tudi jastrebov in različnih nočnih ptic ujed (čuk, mala uharica, veliki skovik in pegasta sova). Prisotni so tudi divja svinja, ježevec, divje mačke, veverice in jeleni damjaki. Skozi prehajajo številne vrste ptic selivk, kot so bele štorklje, žerjavi, mlakarice, škorci in drozgi, slednji so zelo številni v Monte Castel Pagano na cesti med Cisterninom in Martino Franco.

## Zgodovina

### Izvor
Številna so arheološka najdišča, vključno z arheološkim najdiščem Pezza Petrosa,  jamo Facciasquata, jamo Montescotano, Maselli, Ibernia small, Carperi, mount d'Alessio, goro le Fergole in Figazzano blizu Cisternina, sedanji Kailia Ceglie Messapica, Specchia Tarantina in Martina Franca potrjuje človeško prisotnost na tem območju od bronaste dobe in ustanovitve mesapskih kolonij, ki jih je nato vključila Magna Graecia Taranto in se končno združila z ozemljem Regio II Apulia et Calabria v Rimskem cesarstvu (ena od enajstih avgustovskih regij), kjer je bilo pomembno pristanišče v starorimsko mesto Egnatia.
Zaradi nedvomnega logističnega in gospodarskega pomena je bila Valle d'Itria verjetno naseljena že v paleolitski dobi (3. tisočletje pr. n. št.). Terasasta hribovita planota, bogata z gozdovi, pašniki in divjadjo, je bila prava privlačnost za primitivne prebivalce. Arheološke najdbe v okrožjih Grofoleo, Badessa, Monte del Forno in drugih kažejo, da je bila dolina zagotovo že v zadnji bronasti dobi (konec 2. tisočletja) naseljena z apigijskimi in mesapskimi skupnostmi. V 4.-3. stoletju pr. n. št. se je močno čutil vpliv Rima najprej na Taranto, nato na celotno ozemlje, da bi se pozneje utrdil s razdelitvijo podeželja na centuriacije in njeno predajo vojakom, veteranom številnih bitk. Pod rimsko jurisdikcijo se je razširilo vinogradništvo, pridelava žit in živinoreja. V cesarskem obdobju sta Brindisi in Egnatia postala pomembni trgovski pristanišči na škodo Taranta, z izgradnjo Apijeve ceste in Minucia-Traiana, ki sta jo izključili iz najpomembnejših komunikacijskih poti, pa je družbeni in gospodarski pomen doline Itria neizprosno zbledel.

### Srednji vek
Ob grapah so različna skalna naselja zgodnjesrednjeveškega izvora (5.-10. stoletje), ko je regija doživela obdobje vojne ter politične in gospodarske negotovosti in je bila večkrat napadena s strani tujcev (najprej Goti, nato Langobardi in Saraceni). Obdobje je bilo politično zapleteno: langobardsko kraljestvo s prestolnico v Beneventu se je soočalo z Bizantinskim cesarstvom, medtem ko je bil Bari arabski emirat od leta 883 našega štetja dalje. Tradicionalno je opustitev Egnatie pripisana vpadom Gotov in njena zadnja faza življenja traja do 10.-15. stoletja, v čas, v katerega segajo zadnje najdbe keramike. Kasneje v naslednjih stoletjih se občasno naselijo nekatere družine, kar je razvidno iz prilagojenih in povečanih grobnicah. Pojav je nato zajezila koncentracija prebivalcev proti Monopoliju in Fasanu. Opuščanje Egnatie je potekalo počasi in progresivno, mesto pa so takrat uporabljali izključno kot kamnolom za gradbeni material, ki se je ponovno uporabil za gradnjo v prej omenjenih mestih. V bližini mesta Ceglie Messapica, Ostuni in Villa Castelli so ostanki bizantinskega limesa (Grki ga imenujejo Pareton) in vrsta specchie, opazovalnih mest in utrdb, primernih za obrambo ozemlja.
Obdobje utrujenosti je torej trajalo vse do 5. stoletja našega štetja, ko so skromne skupine Bizantincev, ki so jih pregnale in prestrašile barbarske horde (Goti), ki so vdrle v amfiteater v Tarantu in na jadransko obalo, ubežale pobojem, napadom in epidemijam prišla, da bi se zatekla v neprepustno, a varno Murgijo. Morda so ravno takrat begunci, prisiljeni prilagajati se novemu življenju, ne mestnemu, ampak podeželskemu, počasi razvijali novo gospodarsko realnost in ustvarili prva jedra kmetijskih skupnosti, ki so z malo sredstev, veliko vztrajnosti in veliko dela, ustvaril pogoje za konstituiranje kmečke civilizacije, značilne za Murgijo.
Z langobardsko prevlado (6.-7. stoletje) so se utrdila primitivna kmetijska jedra; inovativni kulturni val bazilijanskega meništva se je cepil okoli 8.-9. stoletja v ta organizacijski sistem, ki je pravzaprav precej zaprt. Slednje je v statični konzorcij Valle d'Itria prineslo določeno kulturno in versko prenovo z novo kmetijsko tehniko. Orientalski inovativni val je izboljšal modus vivendi murgijskega prebivalstva, zlasti s spodbujanjem kmetijstva in pastirstva z nastankom prvih kmetij – masserie (iz pozne latinščine, massa: sklop podeželskih stavb, ki se uporabljajo za stanovanja, zavetišča za živali in podporo lastnikom kmetij, značilnih za južno Italijo), od tega pa so koristile tudi gospodarske izmenjave in odnosi, komunikacije. Na obalah so sledile izmenične vojne peripetije z vdori Saracenov ter langobardskimi in bizantinskimi protiofenzivami: iz tega obdobja so bili uničeni Brindisi (838), Bari (847) in nazadnje Taranto (928), kar je prisililo velike skupine obalnega prebivalstva, da se je zatekel v gozdnato Murgijo. S temi demografskimi prispevki so bila oživljena najstarejša naseljena območja in nastala nova, iz katerih bodo v naslednjih stoletjih vzniknili prvi Casali.
Okoli 14. stoletja je bila Martina Franca izvoljena za občino po ukazu tarantskega princa Filipa I. Anžujskega. Samostan kapucinov je bil zgrajen leta 1545 na ruševinah srednjeveškega templja Device Odigitrije. Martina je bila, skupaj z Villa Castelli, v lasti družine Orsini dal Balzo. Skozi stoletja je imela vsaka kmečka hiša svojo zgodovino, drugačno od zgodovine sosednjih hiš. Vendar pa so bili vplivi Tarantske kneževine ter cerkvenega in fevdalnega sveta nesporni, kar je bilo jasno razvidno v gradovih, v velikih cerkvah, v vojvodski palači Martina Franca.

### Sodobnost
Z administrativnega vidika so bile občine Valle d'Itria vključene v provinco Terra di Bari (Locorotondo, Cisternino in Alberobello) in v provinco Terra d'Otranto (Martina Franca, Ostuni in Ceglie Messapica).
Gospodarstvo je dolgo časa temeljilo na pastirstvu in kmetijstvu, ki se je vrtelo okoli majhnih gradov, utrjenih kmetij in vasi vzdolž selitvenih poti, pomembnih za rejo in komercialne dejavnosti s premikom čred iz Abruzza v Salento skozi Murge. Fenomen se je zgodil jeseni po starodavnih komunikacijskih poteh, imenovanih tratturi in carrari, med katerimi so v mimoidočih mestih organizirali sejme močnega gospodarskega vrenja.
V 19. stoletju je bila dolina Itria dežela pred- in post-enotnega razbojništva. 12. januarja 1818 je na ozemlju Li Castelli duhovnik rokovnjač Ciro Annicchiarico, ustanovitelj "sekte odločenih" in promotor "republike Salento", prve revolucionarne zveze "evropske republike", razorožil kraljeve strelce, ki so šli v Ostuni.
Slavni rokovnjač Carmine Crocco, ki je pobegnil iz Brindisija, je našel zatočišče v Bosco delle Pianelle v Martini Franci. Med Ostunijem, Ceglie Messapico in Cisterninom je bila med Risorgimentom vzpostavljena vstaja, avtorja Domenica Termetrio di Cisternino in del Giovine Italia. Med temi vstajami je bil Ostuni prvo mesto v Apuliji, ki je postavilo trobojnico.
V Valle d'Itria so živele majhne judovske skupine, popolnoma integrirane v družbeno tkivo, vse do druge svetovne vojne, rasni zakoni fašističnega obdobja so skoraj popolnoma izničili judovske skupnosti v dolini.

## Turizem
Valle d'Itria je trenutno eno najbolj priljubljenih turističnih območij v Italiji. Naravne, arhitekturne in krajinske lepote tega dela Murgia dei Trulli jo uvrščajo med glavne destinacije mednarodnega turizma. Vse to upravičuje visoko prisotnost nastanitvenih in gastronomskih objektov ter številne prireditve skozi vse leto. Glavne turistične znamenitosti so:
- zgodovinska središča, za katere so značilne uličice in ulice, prepletene in tlakovane s tipično chianche, z pobeljenimi hišami in značilnimi cvetličnimi balkoni, cerkvami in spomeniki iz različnih obdobij. Edinstveno svoje vrste je obsežno zgodovinsko središče Martina Franca, kjer se tipični elementi zgodovinskih središč doline mešajo z barokom, ki ustvarja eleganten in umetniški kontekst z velikimi umetniškimi mojstrovinami, kot so bazilika San Martino in njena kolegijska cerkev, arkade in fino izdelani loki. Majhno zgodovinsko središče Cisternina ima enostavnejši in bolj rustikalen videz in je uvrščeno med 100 najlepših vasi v Italiji. Za zgodovinsko središče Locorotonda pa so značilne hiše s poševno streho, pokrito s chiancarelle, imenovano cummerse, ki je v tej občini pogostejša kot v sosednjih in »obrežje« oziroma panoramski sprehod s pogledom na sugestivno dolino.
- velika strnjena naselja trullov;
- kmetije;
- tipična hrana in vino tega območja. Tipična živila celotnega območja so taralli, friselle, olive, focaccia, pettole in panzerotti. Znano in cenjeno je meso Valle d'Itria, med katerimi izstopajo značilni za območje Gnummareddi, Capocollo di Martina Franca in Bombette meso prašičev, vzrejenih v gozdovih doline. Vina DOC sta Martina Franca in Locorotondo;
- naravne in gozdnate površine, med katerimi izstopa gozd Pianelle na površini cca. 1000 hektarjev v občini Martina Franca